# Dominique aux Jeux olympiques d'été de 2020
La Dominique participe aux Jeux olympiques d'été de 2020 à Tokyo. Il s'agit de leur 7e participation aux Jeux d'été.

## Athlétisme
La Dominique bénéficie d'une place attribuée au nom de l'universalité des Jeux. Dennick Luke dispute le 800 mètres masculin.
Thea Lafond a obtenu sa qualification en établissant une marque à 14,33 mètres (minimum de 14,32 m soit juste un centimètre au-dessus) lors d'une compétition en 2020 de l'Université d'Albany à New York.
| Athlète      | Épreuve        | Séries        | Séries | Demi-finales | Demi-finales | Finale  | Finale  |
| Athlète      | Épreuve        | Temps         | Rang   | Temps        | Rang         | Temps   | Rang    |
| ------------ | -------------- | ------------- | ------ | ------------ | ------------ | ------- | ------- |
| Dennick Luke | 800 m masculin | 1 min 54 s 30 | 8e     | Éliminé      | Éliminé      | Éliminé | Éliminé |

| Athlète     | Épreuve             | Qualification | Qualification | Finale      | Finale |
| Athlète     | Épreuve             | Performance   | Rang          | Performance | Rang   |
| ----------- | ------------------- | ------------- | ------------- | ----------- | ------ |
| Thea LaFond | Triple saut féminin | 14,60 m       | 3e            | 12,57 m     | 12e    |